# 韋爾霍普伊斯科耶湖
61°32′01″N 41°33′15″E / 61.5336°N 41.5542°E
韋爾霍普伊斯科耶湖（俄语：Верхопуйское），是俄羅斯的湖泊，位於該國西北部，由阿爾漢格爾斯克州負責管轄，長4.9公里、寬0.4公里，面積1.8平方公里，集水區面積349平方公里。